# Свещари
Свещари е село в Североизточна България. То се намира в община Исперих, област Разград.
На 2,5 km югозападно от селото се намира известната тракийска гробница, открита през 1982 г., част от историко-археологическия комплекс „Сборяново“.

## История
Старото име на селото е Мумджулар.

## Културни и природни забележителности

### Свещарска гробница
Изградена е около 300 г. пр.н.е. като каменна гробница за тракийски племенен владетел. Състои се от три богато украсени помещения. Над нея е издигната могила, висока колкото четириетажна сграда. Входът е украсен с колони с йонийски капители. Встрани от входа е помещението, в което са били поставени дарове и жертвоприношения. В гробната камера се намират величествени и фино изваяни женски фигури (високи 1,20 метра). Косите, лицата и дрехите им са били оцветени. Запазена е тъмнокафява боя по косите им и жълто, синьо, червено и лилаво по някои детайли от дрехите им. А високо горе, на полукръглата стена, под свода на гробната камера е изрисуван ритуалът на хероизацията – обожествяването на покойния владетел.
През 1982 г. археолози разкопават могилата, а през 1985 г. тя е включена в Списъка на световното културно и природно наследство. Разкопаната царска гробница при Свещари не е изолирана. На протежение от два километра са запазени 26 могили с различна големина. Целият район е обявен за археологически резерват. Гробницата е част от историко-археологически резерват „Сборяново“, който е сред Стоте национални туристически обекта. Печат има на касата в посетителския център на гробницата. Тя е един от най-интересните български исторически обекти, сред които се нареждат Казанлъшката гробница, Рилският манастир, Мадарският конник.

### Демир баба теке
Алевийското тюрбе е част от историко-археологическия резерват „Сборяново“, който е един от Стоте национални туристически обекта. Смята се, че в тюрбето се намира гробът на алевийския светец от XVI век Демир баба.